# Meconio

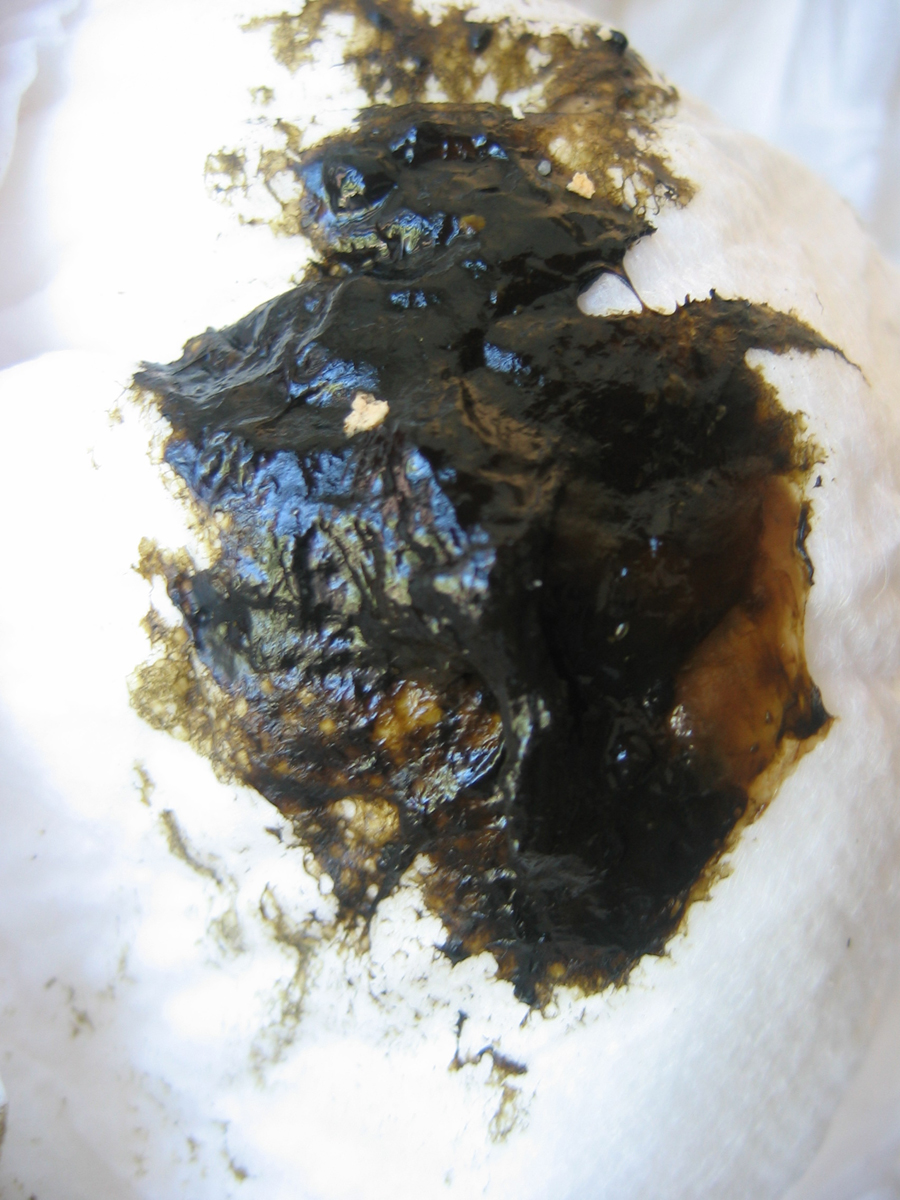
Meconio

Il meconio sono le prime feci di un neonato. Diversamente dalle feci successive, il meconio è costituito dal materiale ingerito dal feto durante la vita intrauterina: liquido amniotico, cellule epiteliali intestinali, muco, bile e acqua. È sterile, inodore, di consistenza vischiosa e colorito bruno-verdastro. Normalmente, la maggior parte dei neonati a termine emette meconio nelle prime 24 ore di vita. La ritardata emissione del meconio oltre le prime 48 ore di vita è sintomo significativo di diverse condizioni patologiche come la fibrosi cistica, la malattia di Hirschsprung o di alcune malformazioni intestinali.

## Significato clinico

### Emissione intrauterina di meconio
Normalmente il meconio è trattenuto nell'intestino fetale fino a dopo la nascita, ma può capitare che venga emesso in utero durante il travaglio o durante il parto, dando una colorazione bruno-verdastra al liquido amniotico (liquido tinto). Il meconio emesso nel liquido amniotico potrebbe essere ingerito ed inalato dal feto. Nel secondo caso, se il meconio inalato fosse in quantità sufficiente, potrebbe portare ad inattivazione del surfattante polmonare, ostruzione o infezione delle vie aeree. La fuoriuscita di liquido tinto secondariamente alla rottura delle membrane, durante il travaglio, è un riconosciuto segno di sofferenza fetale. 
Alla nascita il neonato potrebbe presentarsi non vigoroso, ipotonico, con scarsa o assente attività respiratoria e bradicardico e potrebbe necessitare di una rianimazione primaria tramite bronco aspirazione del meconio dalle vie aeree. In rari casi il quadro clinico può complicarsi, evolvendo in una sindrome di aspirazione di meconio, infezioni, pneumotorace ed ipertensione polmonare.

### Ritardata emissione di meconio
Per ritardata emissione di meconio si intende l'emissione di meconio oltre le prime 48 ore di vita di un neonato a termine. Questa condizione è spia di una difficoltà del meconio a progredire lungo il canale digestivo oppure di uscirne tramite lo sfintere anale.
Le condizioni cliniche che portano ad una difficoltosa progressione del meconio (ileo da meconio dinamico) possono essere dovute o ad alterazioni della peristalsi (come ad esempio la malattia di Hirschsprung), malformazioni intestinali (come ad esempio nella malrotazione intestinale), oppure ad alterazioni della composizione del meconio stesso che diventa più viscoso (come ad esempio nella fibrosi cistica).
Le condizioni cliniche che rendono difficile o impossibile la fuoriuscita del meconio sono ad esempio, l'atresia anale ed altre malformazioni intestinali.